# Alfred Knorr

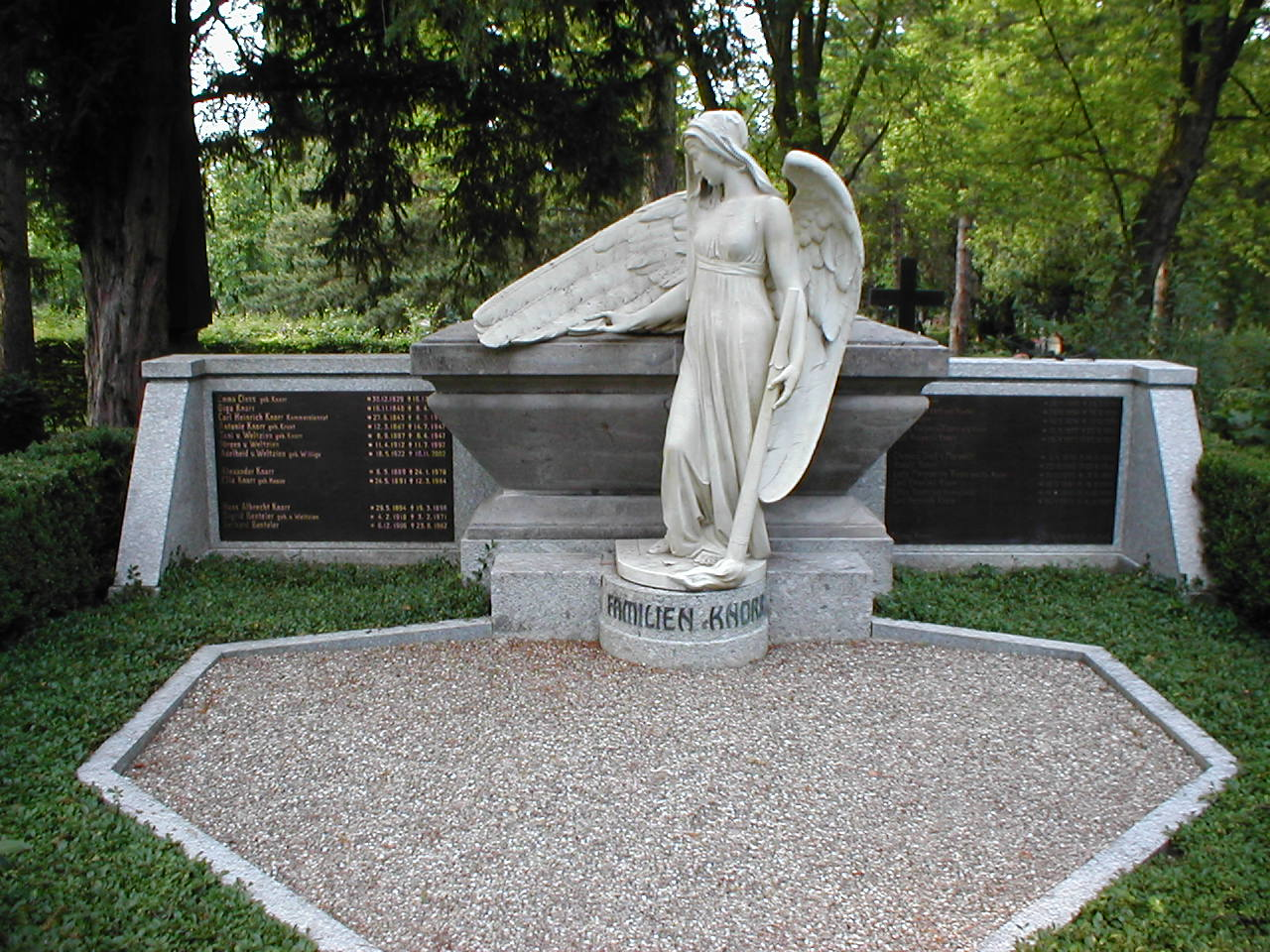
Grabmal der Industriellen-Familie Knorr in Heilbronn

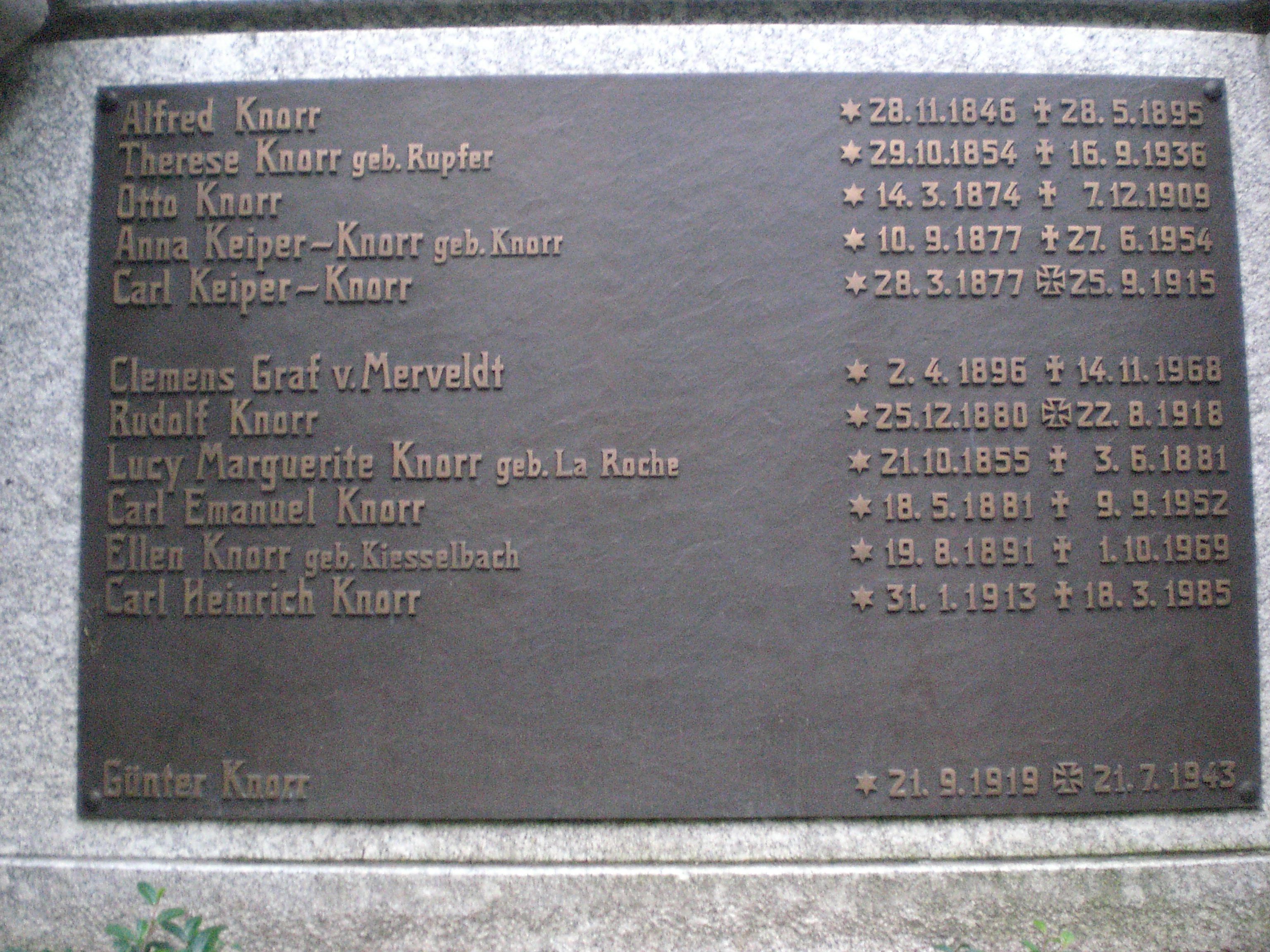
Familiengrab Knorr (rechte Tafel)

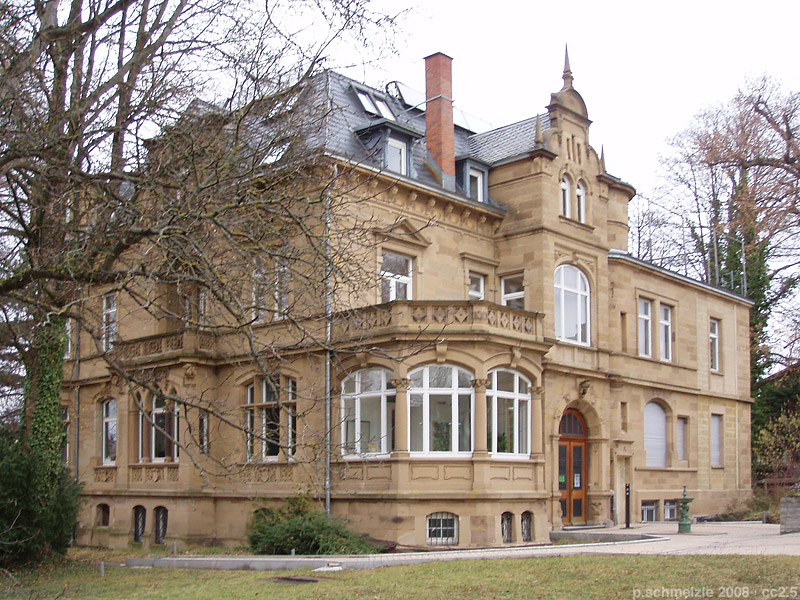
Villa Knorr, Bismarckstr. 50

Karl Alfred Knorr (* 28. November 1846 in Heilbronn; † 28. Mai 1895 ebenda) war ein deutscher Unternehmer und leitete das Nahrungsmittelunternehmen Knorr.

## Leben
Alfred Knorr war das letztgeborene Kind des Firmengründers Carl Heinrich Theodor Knorr (1800–1875), seine Mutter war dessen zweite Frau Amalie Henriette Caroline Knorr, geb. Seyffardt (1806–1867). Aus dieser Ehe gingen außerdem noch vier weitere Kinder hervor: Anna Knorr (1839–1875), die 1861 Carl Monninger heiratete, Olga Knorr (1840–1911), Ludwig Otto Knorr (1841–1842) und Carl Heinrich Eduard Knorr (1843–1921).
Alfred Knorr absolvierte Teile seiner Lehrzeit und ersten Berufsjahre in Frankreich und England. Im Jahr 1870 trat er in das väterliche Nahrungsmittelunternehmen ein und folgte damit seinem Bruder Carl Heinrich Eduard, der bereits im Jahr 1866 diesen Schritt getan hatte. Alfred Knorrs Interesse galt dabei vorwiegend technischen Fragen, während sein Bruder kaufmännisch ausgerichtet war. Aus Frankreich hatten die beiden Brüder die Idee mitgebracht, Suppenpräparate aus getrockneten Zutaten herzustellen. Zwischenzeitlich nahm Alfred Knorr am Deutsch-Französischen Krieg von 1870–1871 im Dienst eines Sanitätskorps teil.
Nach dem Tod des Firmengründers 1875 übernahmen die beiden Söhne gemeinsam die Firmenleitung. Sie legten Versuchsgärten zur Verbesserung der Suppenzutaten an und mit dem Bau einer Mühle im Südviertel 1884 den Grundstein für das langjährige Firmengelände (heute Knorrstraße 1). Die 1860er Jahre bescherten dem Unternehmen einen gewaltigen Aufschwung. Neben den Suppenpräparaten produzierte es unter anderem auch Dörrgemüse, Militärkonserven und das bekannte Knorr-Hafermehl. 1885 wurden Abpackstellen in Österreich und der Schweiz eröffnet, um eine Erhöhung von Einfuhrzöllen in diese Länder zu umgehen. Knorr-Fertigsuppen wurden nicht nur als Pulver in Tüten angeboten, sondern ab 1886 als Tafeln, ab 1889 in Wurstform (die legendäre Erbswurst), 1897 als Tabletten und 1910 in Form von Suppenwürfeln.
Alfred Knorr war seit 1873 mit Marie Therese Knorr, geb. Rupfer (* 29. Oktober 1854 in Stuttgart; † 16. September 1936 in Heilbronn) verheiratet. Die beiden hatten vier Kinder: Otto Knorr (1874–1909), Alfred Walther Knorr (1875–1875), Anna Knorr (1877–1954), später verheiratet mit Carl Keiper, sowie Rudolf Alfred Knorr (1880–1918).
Alfred Knorr starb am 28. Mai 1895 im Alter von 48 Jahren. Er wurde in dem von dem Stuttgarter Bildhauer Emil Kiemlen gestalteten Familiengrab auf dem Heilbronner Hauptfriedhof beigesetzt. Auf Grund seines frühen Todes erlebte er die Fertigstellung seines Wohnhauses in der Bismarckstraße 50 in Heilbronn nicht mehr. Dieses wurde 1896 von seiner Witwe und seinen Kindern bezogen und Villa Frau Alfred Knorr genannt. Nach dem Tod von Alfred Knorr übernahm sein Bruder Carl Heinrich Eduard Knorr die alleinige Führung des Unternehmens.